# Lago Presidente Ríos
El lago Presidente Ríos es un lago de Chile, el quinto lago más grande del país, siendo uno de los grandes lagos que se ubican en la Patagonia chilena. Está ubicado en la comuna de Aysén, en la Provincia de Aysén, en la Región de Aysén del General Carlos Ibáñez del Campo.

## Ubicación y descripción
Este lago se ubica casi en el centro de la península de Taitao, compartiendo su superficie entre el parque nacional Laguna San Rafael y la Reserva Nacional Las Guaitecas. Tiene una extensión de 312 km².
El lago Presidente Ríos, cuyos brazos principales forman una gran H orientada al NO (sumados, más de 100 km), está formado por un sistema de valles glaciales pedemontanos embalsados por morrenas frontales, que se descarga actualmente hacia el estrecho fiordo Barros Arana, de unos 80 km de largo.

## Historia

Tres posibles cruces del istmo de Ofqui para embarcaciones livianas que puedan ser arrastradas por tierra. El canal Ofqui era la apertura del paso por tierra de la llamada senda norte, en color lila.

La península de Taitao impide la navegación de naves mayores y menores que utilizan los canales Messier y Moraleda para evitar la mar gruesa del océano Pacífico. Entre ambas vías de agua con dirección norte-sur se interpone el accidente geográfico que obliga a las naves a salir al océano.
Los primeros españoles que poblaron Chiloé, aprendieron de los indios que la península permitía el cruce por tierra de dalcas, que eran desarmadas, cruzadas por tierra y vueltas a armar. Sin embargo, solo se tienen registros españoles que no permiten localizar exactamente el lugar en que ocurría el "transbordo". Muchas fueron las exploraciones españolas que buscaron la mítica Ciudad de los Césares, posibles asentamientos ingleses u holandeses, evangelizar a los indios, cartografiar la zona, etc. Sus informes, conforme al tiempo en que se vivía, no podían ni pretendían ser precisos, muchas de ellas se sabe que existieron, pero no se rindió relato escrito.
Por el estudio del relato de la travesía de los sobrevivientes del naufragio del HMS Wager se supone que los indios que los llevaron a Chiloé navegaron con sus dalcas el lago Presidente Ríos y siguieron el brazo noreste del lago (ruta verde en el mapa a la derecha) hacia el norte, porque John Byron en el viaje en el HMS Wager no menciona en su relato ni glaciares ni témpanos, que hubieran llamado la atención de un observador como él.
Posteriormente, a inicios de la República, se enviaron varias expediciones, chilenas y británicas, a la península para buscar una vía que permitiese el cruce seguro por aguas interiores. William George Skyring, segundo comandante del HMS Beagle, exploró la zona, pero ni siquiera logró encontrar el pasaje que utilizaron y describieron los jesuitas. En 1857, Francisco Hudson, oficial de la Armada de Chile cartografío la zona, escaló el cerro Fonck (900 msnm) y divisó una gran superficie de agua que pensó sería el fiordo Newman, pero era probablemente el lago Presidente Ríos. Su expedición pudo confirmar el hecho de que no había un paso marino que atravesara desde el golfo de Penas a la laguna San Rafael. Este hecho fue ratificado en 1872 por Enrique Simpson Baeza y luego definitivamente por otra expedición en 1904.: 62 
Fue descubierto por el gobierno chileno a través de una exploración aérea de la zona solo en 1945, aunque para navegantes locales era conocido por la cartografía oral.
Su gran extensión permite el cruce de la Península de Taitao de norte a sur por vías de agua, como es descrito en la referencia, una alternativa a la ruta Río San Tadeo-Laguna San Rafael.